# Vern Wolfe
Vernon Richard Wolfe (Garber, Oklahoma, 14 de julho de 1922 — Vista, California, 25 de outubro de 2000) foi um treinador de atletismo norte-americano, responsável pelo sucesso de vários atletas que frequentaram a University of Southern California, em Los Angeles, entre 1963 e 1984.
Nascido numa pequena cidade do centro dos Estados Unidos, Wolfe cresceu em Los Angeles, onde frequentou a University of Southern California, instituição onde foi praticante de salto com vara. Depois de dois anos na faculdade, passou mais de três anos no Exército, como paraquedista. Regressou mais tarde à Universidade, obtendo a licenciatura e mestrado em Educação.
De 1963 a 1984, Wolfe treinou a equipa da University of Southern California, conduzindo-a a sete títulos nacionais colectivos nos Campeonatos Nacionais da NCAA. Os seus corredores, saltadores e lançadores ganharam 29 títulos individuais da NCAA e bateram ou igualaram 30 recordes mundiais.
Como resultado dos seus métodos inovadores, Wolfe foi treinador de vários campeões olímpicos, como Dallas Long (arremesso do peso, 1964), Rex Cawley (400 metros com barreiras, 1964), Bob Seagren (salto com vara, 1968), Randy Williams (salto em comprimento, 1972) e Donald Quarrie (200 metros, 1976). Foi também treinador de O. J. Simpson, a antiga estrela de futebol americano, que correu na equipa que ainda detém o recorde mundial da estafeta de 4 x 100 jardas.
Retirou-se em 1984, descontente com o rumo que o atletismo mundial encetou, criticando o uso e abuso de substâncias dopantes, a profissionalização dos principais atletas e a influência da publicidade e do marketing na modalidade.
Faleceu aos 78 anos de idade, sofrendo de doença de Parkinson e após complicações surgidas na sequência de uma fractura dos ossos da bacia.